# 青石爬鮡
青石爬鮡（学名：Euchiloglanis davidi）为鮡科石爬鮡属的鱼类，俗名石爬子，是中国的特有物种。分布于四川宝兴等。该物种的模式产地在四川省宝兴县。